# Eloi Amagat
 Eloi Amagat Arimany (Gerona, España, 21 de mayo de 1985) es un exfutbolista español que jugaba como centrocampista.

## Trayectoria
Formado en la Penya Bons Aires de su Gerona natal y en el Vilobí Club de Futbol. En 2004 fichó por el Girona F. C., que lo cedió al F. C. Palafrugell y posteriormente al C. F. Gavà. La temporada 2007-08 formó parte de la plantilla del Girona F. C. que logró el ascenso a Segunda División, aunque la siguiente campaña fue nuevamente cedido, en esta ocasión al Lorca Deportiva C. F. Finalizado el curso 2008-09 regresó a Girona, pero se vio apartado del equipo por el técnico, Cristóbal Parralo.
Finalmente, rescindió su contrato con el equipo gerundense y fichó por la U. E. Llagostera, de Tercera División, pocas semanas después de iniciarse la temporada 2009.10.
En la temporada 2012-13 el Girona F. C. volvió a contratar los servicios del jugador.
Tras abandonar Girona por segunda vez, en julio de 2018 firmó por dos temporadas con el New York City. Pasado ese tiempo volvió a Cataluña tras fichar por la U. E. Olot. Este fue el último equipo de su carrera que terminó en agosto de 2023.